# بين القصرين (القاهرة)
هو المنطقة أو الميدان أو الشارع الذي كان يقع خلال عهد الدولة الفاطمية بين القصر الشرقي الكبير الذي بني للخليفة المعز لدين الله والقصر الغربي الصغير الذي بني للخليفة العزيز بالله ابن المعز. وكان هذا الميدان يسع عشرة آلاف جندي.:30

## معرض صور

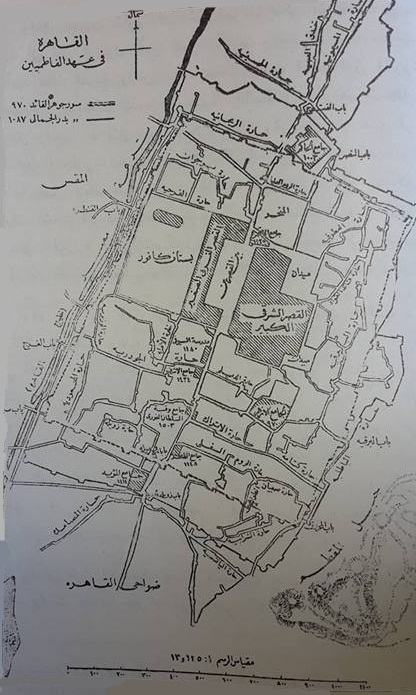
بين القصرين في العهد الفاطمي.
بين القصرين في العهد الفاطمي.
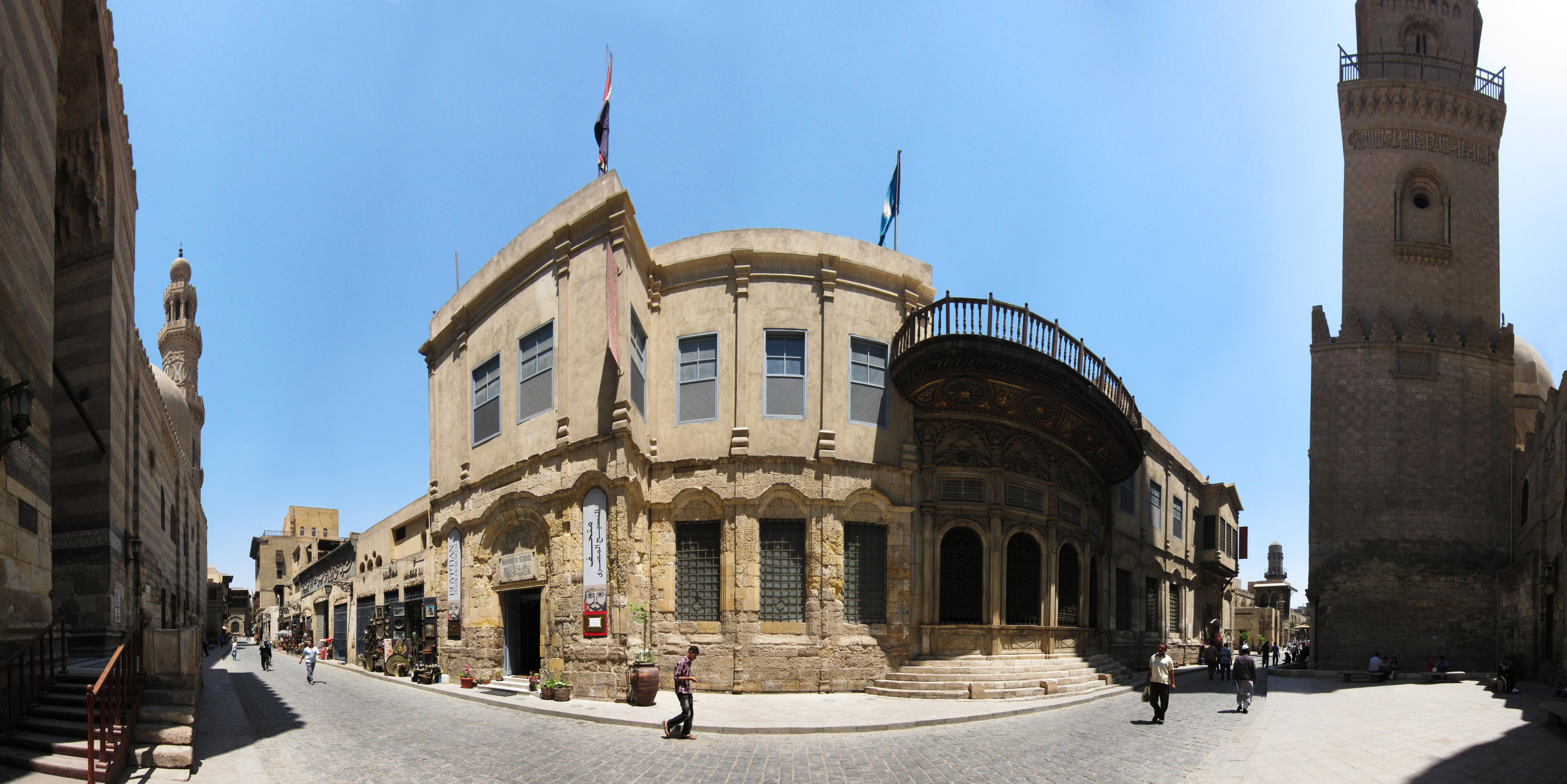
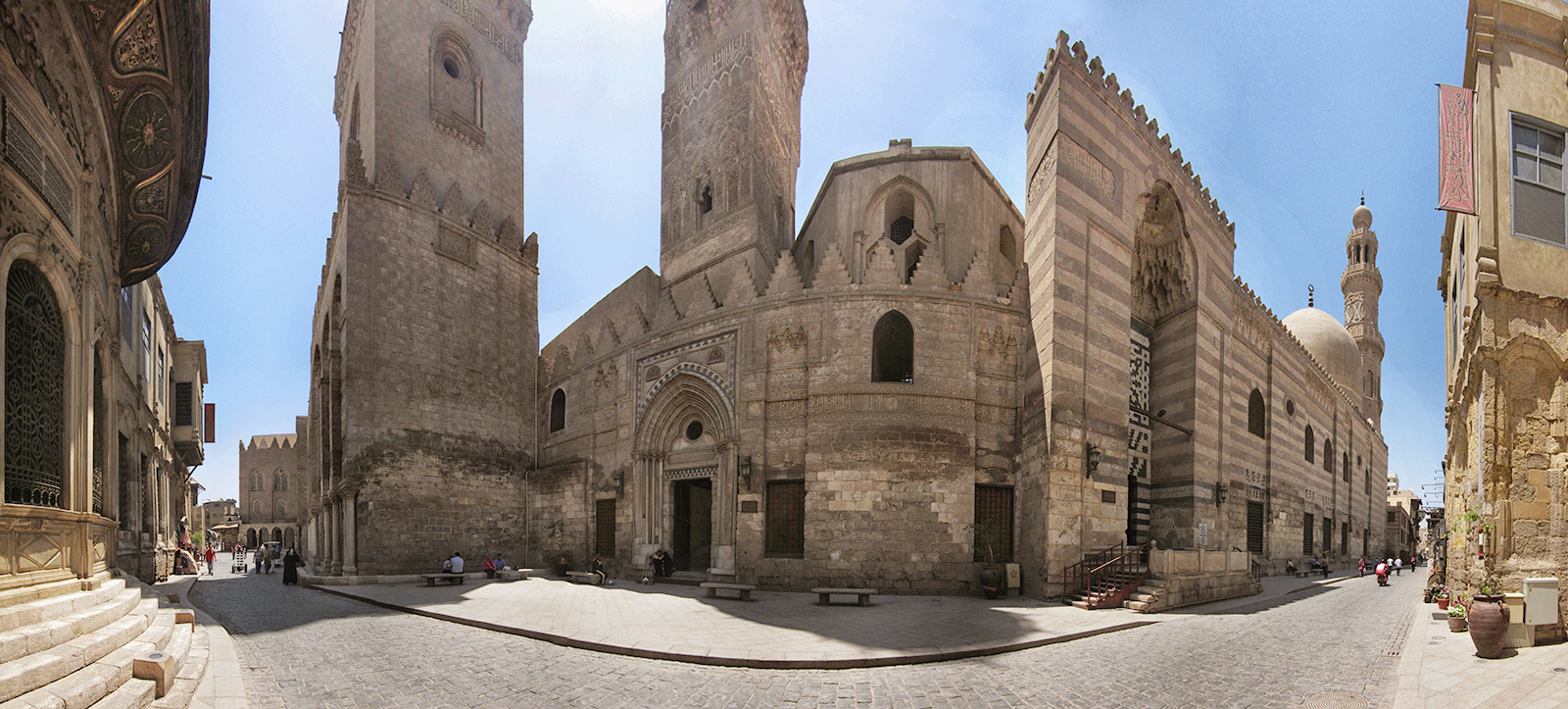